# Ado (Fußballspieler)
Eduardo Roberto Stinghen, genannt Ado (* 4. Juli 1946 in Jaraguá do Sul) ist ein ehemaliger brasilianischer Fußballspieler. Er spielte auf der Position des Torwarts. Sein größter Erfolg war der Gewinn der Fußball-Weltmeisterschaft 1970.

## Leben
Ado spielte während seiner Karriere nur in Brasilien. Von 1969 bis 1974, er hatte vorher für Londrina in der zweiten brasilianischen Liga gespielt, absolvierte er 206 Spiele für Corinthians in der ersten brasilianischen Liga. Es kamen 1975/76 sechs Spiele für Mineiro hinzu. In der Folgesaison wechselte er zurück in die zweite brasilianische Liga, diesmal zu Ferroviário AC. 1979 kam der Wechsel zu Fortaleza und zurück in die erste brasilianische Liga. Für Fortaleza bestritt er bis 1981 acht Spiele. Kurz vor seinem Karriereende spielte er einmal für Bragantino in der vierten brasilianischen Liga und konnte dabei sogar ein Tor erzielen. 
In der Vorbereitung für die Fußball-Weltmeisterschaft 1970 gab Ado am 4. März 1970 im Freundschaftsspiel gegen Argentinien sein Debüt für die brasilianische Fußballnationalmannschaft. In den folgenden Freundschaftsspielen stand er nicht mehr im Kader und wurde vor der WM nur noch in einem weiteren Freundschaftsspiel eingesetzt. Bei der Fußball-Weltmeisterschaft 1970, wo die brasilianische Mannschaft Weltmeister wurde, war er im Kader, kam aber nicht zum Einsatz. Am 30. September 1970 wurde er noch einmal bei einem Freundschaftsspiel eingesetzt und anschließend nicht mehr in der Nationalmannschaft berücksichtigt.